# Michael Levitt

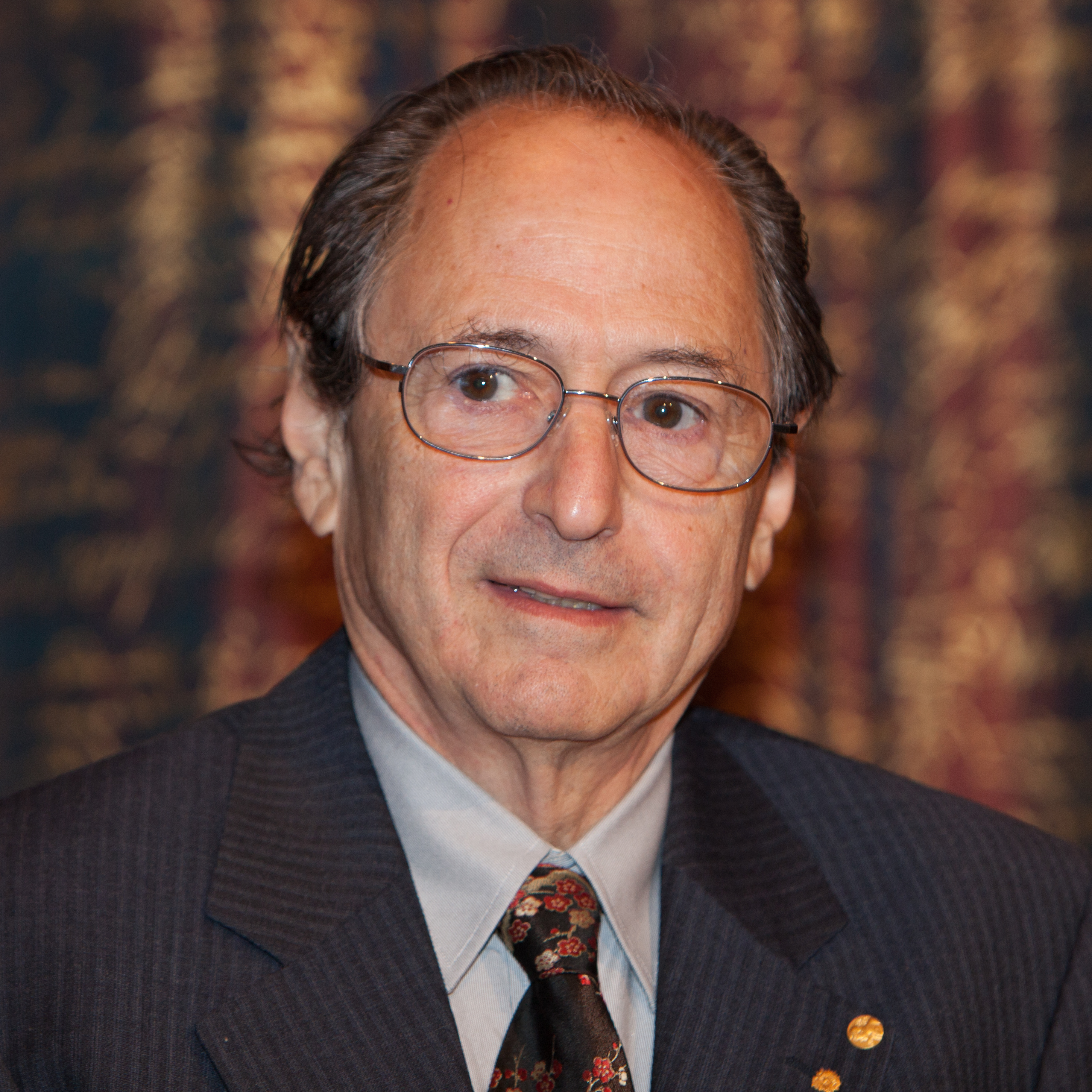
Nobelpristagaren Michael Levitt under presskonferens i Stockholm, december 2013

Michael Levitt, FRS, född 9 maj 1947 i Pretoria, Sydafrika, är en amerikansk-brittisk-israelisk biofysiker och professor i strukturell biologi vid Stanford University i Kalifornien sedan 1987. Han blev fil.dr 1971 vid University of Cambridge. Tillsammans med Martin Karplus och Arieh Warshel tilldelades han 2013 års nobelpris i kemi för "utvecklandet av flerskalemodeller för komplexa kemiska system".
Levitt blev år 2001 ledamot av Royal Society.
År 2018 var Levitt en av grundarna av den årliga översynen av biomedicinsk datavetenskap.

## Biografi
Levitt föddes i en judisk familj från Plungė, Litauen. Hans far var från Litauen och hans mor från Tjeckien. Han gick på Sunnyside Primary School och sedan Pretoria Boys High School åren 1960 och 1962. Familjen flyttade till England när han var 15 år. Levitt tillbringade 1963 med att studera tillämpad matematik vid universitetet i Pretoria och studerade sedan på King's College London där han tog en masterexamen i fysik 1967.
År 1967 besökte Levitt Israel för första gången. Tillsammans med sin israeliska hustru, Rina, en multimediakonstnär, flyttade han för att studera i Cambridge, där deras tre barn föddes. Levitt var doktorand i beräkningsbiologi vid Peterhouse, Cambridge, och arbetade vid Laboratory of Molecular Biology åren 1968 till 1972, där han utvecklade ett datorprogram för att studera konformationer av molekyler som låg till grund för mycket av hans senare arbete.

## Karriär och vetenskapligt arbete
År 1979 återvände han till Israel och forskade vid Weizmann Institute of Science i Rehovot och blev israelisk medborgare 1980. Han tjänstgjorde i Israels försvarsmakt i sex veckor 1985. År 1986 började han undervisa vid Stanford University och har sedan dess delat sin tid mellan Israel och Kalifornien. Han fick också ett forskningsstipendium vid Gonville and Caius College, Cambridge.
Från 1980 till 1987 var han professor i kemisk fysik vid Weizmann Institute of Science, Rehovot. Därefter tjänstgjorde han som professor i strukturbiologi vid Stanford University, Kalifornien.
Levitt var en av de första forskarna som genomförde molekylära dynamiksimuleringar av DNA och proteiner och utvecklade den första programvaran för detta ändamål. Han är för närvarande välkänd för att utveckla metoder för att förutsäga makromolekylära strukturer, efter att ha deltagit i många tävlingar i Critical Assessment of Techniques for Protein Structure Prediction (CASP), där han kritiserade molekylär dynamik för oförmåga att förfina proteinstrukturer. Han har också arbetat med förenklade representationer av proteinstruktur för analys av vikning och packning, samt utvecklat poängsystem för storskaliga jämförelser av sekvensstrukturer. Han har också varit mentor för många framgångsrika forskare, såsom Mark Gerstein och Ram Samudrala.

## Utmärkelser och hedersbetygelser
- Nobelpriset i kemi, med  Martin Karplus och Arieh Warshel,  2013[5][6]
- DeLano Award for Computational Biosciences,  2014
- ISCB Fellow,  2015
- Fellow of the Royal Society
- EMBO-medlemskap

[Redigera Wikidata]